# Aloe deltoidea
Aloe deltoidea é uma espécie de liliopsida do gênero Aloe, pertencente à família Asphodelaceae.